# Аббат Фариа
Аббат Фариа (порт. Abade Faria, 30 мая 1756, Кандолим, Португальская Индия — 20 сентября 1819, Париж) — португальский католический монах и революционер родом из Гоа. Известен изучением гипноза («животного магнетизма»), а также как прототип для персонажа романа Александра Дюма «Граф Монте-Кристо».

## В реальности
Аббат Фариа (полное имя — Жозе Куштодиу Фариа) родился в семье священника 31 мая 1756 года в Гоа (Индия), его отец происходил из местной касты бамоннов, христианизированных брахманов. Окончил монастырскую школу и овладел техникой гипноза. Стал священником.
Прибыл к португальскому двору, где в присутствии отца прочитал проповедь. Участвовал в заговоре в Гоа в 1787 году. Затем Фариа переехал во Францию, где прожил оставшуюся жизнь. Историк Вера Мильчина отмечает, что реальный Фариа никогда не сидел в тюрьме. Фариа некоторое время преподавал философию в Марселе. С 1813 года Фариа в Париже читал лекции про гипноз («проницательный сон»). Написал книгу, устраивал публичные сеансы. Однако карьера не удалась — Фариа стали рассматривать как шарлатана. Вышел водевиль «Магнитизеромания», в котором актёр Потье высмеивал Фариа. Умер Фариа 20 сентября 1819 года в Париже, в монастыре, где был капелланом.

## Литературный персонаж
В романе А. Дюма аббат Фариа — итальянский учёный и священнослужитель. До заключения он служил библиотекарем у потомка кардинала Чезаре Спада, который спрятал своё богатство от алчности папы Александра VI и его сына Цезаря Борджиа. Находясь на службе у потомка Чезаре Спада, Фариа удалось раскрыть тайну кардинальского клада. Оказавшись в тюрьме, неоднократно предлагал сообщить местонахождение клада в обмен на своё освобождение, но лишь заработал репутацию сумасшедшего. Несмотря на свой пожилой возраст, даже находясь в заключении, сохранил трезвость ума и не потерял надежды и много лет потратил на подготовку побега. По ошибке прокопался сквозь стены не наружу, а в соседнюю камеру, где встретил другого узника, Эдмона Дантеса. Это знакомство изменило жизнь молодого человека, на которого личность аббата Фариа, его обширные знания и аналитический ум произвели огромное впечатление.
Выслушав историю молодого человека, Фариа прямо в камере сумел восстановить ход событий, раскрыть истинную причину заключения Дантеса и установить виновных. Аббат стал для Эдмона не просто собеседником, но и учителем в науках и наставником в жизни. Вместе они готовятся к побегу. Но, когда всё уже готово, у Фариа случается припадок, в результате которого правую часть его тела поражает паралич. Дантес отказывается бежать в одиночку и остаётся с аббатом. Оба находят утешение в ежедневном общении, и аббат продолжает обучение Эдмона наукам и иностранным языкам. Кроме того, Фариа открывает ему тайну клада, зарытого на островке Монте-Кристо. После очередного припадка он умирает, успев перед смертью рассказать Дантесу тайну клада Спада.

## Аббат Фариа в экранизациях
В разных фильмах роль Фариа играли:
- Монте-Кристо (1922) — Споттисвуд Эйткен.
- Возвращение Монте-Кристо (1968) — Пьер Брассёр.
- Граф Монте-Кристо (1975) — Тревор Ховард.
- Узник замка Иф (1988) — Алексей Петренко.
- Граф Монте-Кристо (1998) — Жорж Мустаки.
- Граф Монте-Кристо (2002) — Ричард Харрис.
- Граф Монте-Кристо (2024) — Пьерфранческо Фавино.

## Аббат Фариа в мюзиклах
- Монте-Кристо — Александр Маркелов, Вячеслав Шляхтов, Алексей Бобров, Дмитрий Лебедев.
- Граф Монте-Кристо — Dean Welterlen.